# Lindenborg Gods
Lindenborg er en herregård i Blenstrup Sogn i Rebild Kommune i Himmerland, hvor landevejen mellem Aalborg og Hadsund skærer Lindenborg Å.

## Historie
Bygningerne kan føres tilbage til 1367, da under navnet Næs, og ødelagdes i 1534 under Grevens fejde.
Den var da ejet af Jørgen Friis, Viborgs bisp.
Den nuværende hovedbygning er opført 1583-1616. Bortset fra få ændringer er slottets ydre bevaret til i dag. I perioden 1673-81 hed ejendommen Daasborg. I 1681 får det sit nuværende navn, idet det ophøjedes til baroni.
Godset har siden 1762 været i slægten Schimmelmanns eje. Den første ejer, den dynamiske købmand Heinrich Carl von Schimmelmann, blev i 1770 greve efter at have støttet staten med lån og været skatmester. Hans søn, Ernst Heinrich Schimmelmann, forbindes med stavnsbåndets ophævelse 1788 og ledede statens finanser ved statsbankerotten 1813.
Slottet er privatejet, og der er ikke offentlig adgang, men det kan ses fra landevejen. Avlsbygninger, marker og skove ejes nu af aktieselskabet Lindenborg Gods A/S.
Lindenborg Gods er på 4405 ha.

## Ejere af Lindenborg
- (1367-1376) Niels Kirt
- (1376-1386) Jacob Nielsen Kirt / Palle Nielsen Kirt
- (1386-1416) Jacob Nielsen Kirt
- (1416-1536) Viborg Bispestol
- (1536-1561) Kronen
- (1561-1571) Holger Tønnesen Viffert
- (1571-1592) Corfitz Tønnesen Viffert
- (1592-1595) Anne Knudsdatter Gyldenstierne, gift Viffert
- (1595) Christence Corfitzsdatter Viffert, gift Rantzau
- (1595-1604) Breide Rantzau
- (1604-1632) Frands Rantzau
- (1632) Anne Lykke gift Rantzau
- (1632-1637) Knud Ulfeldt
- (1637-1642) Jørgen Knudsen Urne
- (1642-1650) Margrethe Marsvin, gift Urne
- (1650-1662) Jørgen Christoffersen Seefeld
- (1662-1672) Hans Zoëga / Caspar Rollufs
- (1672-1678) Claus Olufsen Daa
- (1678-1688) Sophie Amalie Lindenov, gift Daa
- (1688-1703) Christian Gyldenløve
- (1703-1728) Christian lensgreve Danneskiold-Samsøe
- (1728-1753) Frederik Christian lensgreve Danneskiold-Samsøe
- (1753-1762) Adam Gottlob lensgreve von Moltke
- (1762-1782) Heinrich Carl lensgreve von Schimmelmann
- (1782-1831) Ernst Heinrich lensgreve von Schimmelmann
- (1831-1833) Joseph Frederik Carl lensgreve von Schimmelmann
- (1833-1885) Ernst Conrad Ditlev Carl Joseph lensgreve von Schimmelmann
- (1885-1922) Carl Gustav Ernst lensgreve von Schimmelmann
- (1922-1971) Lensgreve Heinrich Carl Schimmelmann (1890-1971)
- (1971-1978) Carl Heinrich lensgreve von Schimmelmann
- (1978-) Den Schimmelmannske Fond

## Galleri
- Grundplan over Lindenborg omkring 1800
- Lindenborg set fra syd;
 tegningen er fra midten af 1800-tallet
- Lindenborg set fra gårdspladsen, 1923
- Lindenborg set fra vest, efteråret 2006. Til venstre ses Lindenborg Å og til højre de nyere avlsbygninger.

## Trivia
- Brugt som lokalitet i filmen Drømmen om det hvide slot med Malene Schwartz.
- Godset er vist som et af motiverne på Landkær sodavandsetiketter.